# نشيط الفارسي
نشيط الفارسي (بالفارسية: نشیط فارسی) هو من أقدم المغنين الفرس الذين أخذ عنهم العرب الغناء في الإسلام.
أخذ عنه سائب خاثر، و ابن محرز.